# Klipporangelav
Klipporangelav (Caloplaca scopularis) är en lavart som först beskrevs av William Nylander och fick sitt nu gällande namn av Georg Lettau. 
Klipporangelav ingår i släktet orangelavar och familjen Teloschistaceae.  Arten är reproducerande i Sverige. Inga underarter finns listade i Catalogue of Life.